# Университет штата Нью-Йорк в Олбани
Университет штата Нью-Йорк в Олбани (State University of New York at Albany), также известный как University at Albany или SUNY Albany — научный институт с кампусами в Олбани, Гилдерлэнде и Ренселлере, штат Нью-Йорк, США. Основан в 1844 году. Университет занимается обучением студентов, включая постдипломное образование, проводит исследования и предоставляет услуги. Является частью системы Университета штата Нью-Йорк (SUNY).
Имеет три кампуса: в Олбани, Гилдерлэнде и Ренслеере, на другом берегу реки Гудзон от Олбани. В заведении проходят обучение более 17 300 студентов (в 9 школах и колледжах), имеется около 200 профессиональных образовательных программ. Академические направления университета — политика, глобализация, документальный кинематограф, биотехнология и информатика.
Через программы международного обмена UAlbany и SUNY-wide студенты университета имеют возможность поучаствовать в более чем 600 программах обмена с зарубежными странами, а также воспользоваться возможностями обучения и бизнес-интернатуры в Нью-Йорке. The Honors College, открывший свои двери осенью 2006 года, предоставляет хорошо подготовленным студентам возможность ассистировать преподавательскому составу. В 2013—2014 годах преподаватели университета имели $89,1 миллионов долларов на свои исследования в области наук о человеке, атмосфере и социальных наук.
Вдобавок к культурным возможностям, которые предоставляет университет, таким, как причастность к современному искусству и сотрудничество с писательским сообществом, UAlbany вносит существенный вклад в экономическое развитие центральной части штата Нью-Йорк. Исследование 2004 года сообщило об экономическом эффекте в $1,1 миллиард долларов ежегодно в границах штата.

## История

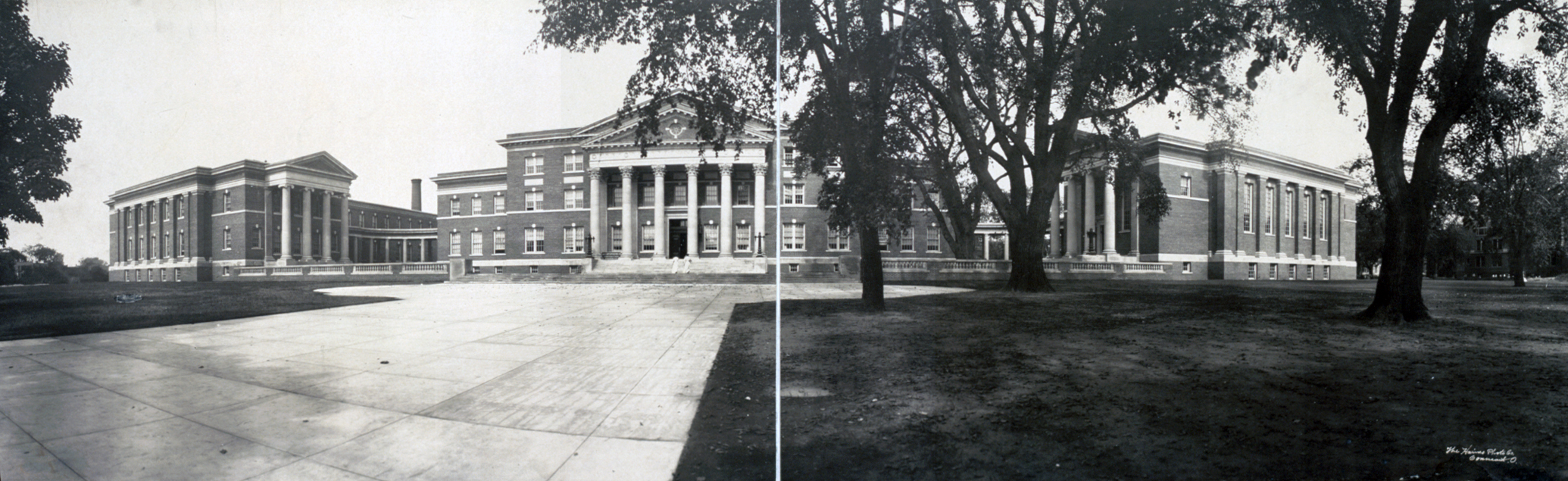
New York State Normal College на Западной Авеню в 1909

Большую часть своей истории Университет Олбани был независимым педагогическим колледжем, получавшим поддержку от штата. Сначала он существовал под именем New York State Normal School. Основана эта педагогическая школа была 7 мая 1844 года после голосования легислатуры штата. Начиналось всё с 29 студентов и всего четырёх преподавателей, работавших в заброшенном железнодорожном депо на State Street, в самом сердце города. Школа была первым в штате Нью-Йорк высшим учебным заведением.
В ней учились на учителей и школьных администраторов и к началу 1890-х годов «школа» стала назваться колледжем: New York State Normal College. С 1905 года она стала первой в штате Нью-Йорк, получившей право присваивать степень бакалавра.
Новый кампус — сегодня он называется UAlbany’s Downtown Campus, в то время, как старый зовётся Uptown — был основан в 1909 году на участке площадью 4.5 квадратных акра между авеню Вашингтон и Западной. К 1913 году здесь учились 590 студентов и работали 44 преподавателя, колледж начал присваивать магистерские степени и получил новое название — Колледж Учителей штата Нью-Йорк New York State College for Teachers. В 1932 году количество студентов достигло 1424.
В 1948 году была создана система университетов штата Нью-Йорк, включившая в себя и Колледж Учителей. SUNY (та самая система) стала детищем губернатора Рокфеллера, который хотел создать условия для обеспечения поколения послевоенного бэби-бума университетским образованием. С этой целью он, например, запустил крупную строительную программу и построил 50 кампусов.
В 1962 году Университет штата Нью-Йорк в Олбани стал присваивать докторские степени в рамках системы SUNY. В том же году Рокфеллер заложил новый кампус на месте бывшего Albany Country Club. Первое общежитие для студентов открылось в 1964 году, а первые академические курсы — осенью 1966 года. К 1970 году, через год после 125-й годовщины со дня основания университета, количество студентов выросло до 13 200, а преподавателей до 746. В том же году университет стал ареной массовых студенческих протестов против войны во Вьетнаме Кампус Uptown, спроектированный en:Edward Durell Stone, символизировал рост статуса учебного заведения от педагогического колледжа до широко смотрящего на мир современного университета. Этот студенческий городок посвящён общественным наукам: уголовному праву, политике, изучению информации и благосостояния общества. В 1985 году университет основал школу общественного здоровья (School of Public Health), ставшую совместным проектом с властям штата, а именно его департаментом здравоохранения.
В 1983 году пулитцеровский лауреат Уильям Кеннеди основал Институт писательского мастерства Нью-Йорка. По состоянию на 2013 год институт выпустил более чем 1200 писателей, поэтов, журналистов, историков, драматургов и кинематографистов. В их числе восемь лауреатов Нобелевской премии, около 200 пулитцеровских и множество иных. Также институт поддерживает молодых талантливых авторов в начале карьеры.
В 1990-е годы построил комплекс нанотехнологий Albany NanoTech ценой в 3 миллиарда долларов, тем самым расширив кампус Uptown на запад. К 2006 году там же образовался колледж нанотехнологий и инженерии (College of Nanoscale Science and Engineering), который в 2014 объединился с университетом в Аттике (State University of New York Institute of Technology in Utica, New York), став, тем самым, независимым от материнского ВУЗа.
В 1996 году третий кампус — Восточный — был добавлен к остальным. Он расположен к востоку от кампуса в Ренселлере. Здесь сконцентрированы исследовательские мощности, работающие над вопросами здравоохранения и биотехнологиями. В 2005 году Восточный кампус стал домом для университетского центра генетических исследований против рака (Gen*NY*Sis Center for Excellence in Cancer Genomics).
Весной 2005 года университет открыл колледж компьютеров и информатики — College of Computing and Information (CCI) с представительствами в обоих университетских кампусах. Осенью 2015 года CCI был заменён, а его программы инкорпорированы в полностью новый колледж — колледж инженерного дела и прикладных наук — College of Engineering and Applied Sciences. В то же самое время университет сообщил о скором открытии ещё одного подразделения — колледжа подготовки к чрезвычайным ситуациям, внутренней безопасности и защиты от киберугроз (англ. College of Emergency Preparedness, Homeland Security and Cybersecurity).